# 阪神5151形電車
阪神5151形電車（はんしん5151がたでんしゃ）は、阪神電気鉄道がかつて所有していた各駅停車用の通勤形電車である。昇圧後も単車走行が可能な車両として、1964年に2両が製造された。

## 増結車の確保
1958年に製造された「ジェットカー」の先行試作車5001形（初代）2両と、1959年から1960年にかけて製造された5101形・5201形30両、引き続いて1961年から1963年にかけて製造された5231形24両の合計56両の登場によって、1963年秋以降は阪神本線の普通全列車が「ジェットカー」での運転となった。
当時の阪神の新設軌道各線（本線・西大阪線・武庫川線等）は、架線電圧の直流600Vから1,500Vへの昇圧準備を進めており、5231形は昇圧で2両固定編成となるため、3両編成運用の単車増結車が不足することが予想された。そこで、5231形をベースに昇圧後も単車走行が可能な5151形を新造することとなった。
5151形は1964年5月に5151・5152の2両が汽車製造で製造された。1980年に回生ブレーキ付き電機子チョッパ制御への改造と冷房化改造が行われたが、1995年の阪神・淡路大震災で被災し廃車、形式消滅となった。

## 車体
急行系は経済車の7801・7901形に移行していたが、5151形の車体は5231形と同様のスタイルである。
全長約18.8mの片運転台車で、車体幅2.8mで裾部分もRのついたタイプである。客用扉は普通系車両標準の幅1,400mmの両開き扉を継承した。連結面側の妻面は、5231形最終増備車と同様に丸みのない切妻形状である。
前面は5231形や3601・3701形と同様の折妻型で、貫通幌は埋込式、雨樋は露出している。屋根半径は中央部が5000mm、肩部は400mmとなっている。

## 主要機器
台車および電装品は5231形と変更はなく、台車は金属バネ台車の住友金属工業FS-343で、車輪径は762mmである。歯数比は他のジェットカー各形式と同様に74:13 (5.69) で、主電動機は出力75kWの東洋電機製造製TDK-814-Bを4基搭載、駆動装置も中空軸平行カルダンとされた。
制御器は東芝製MM-12-Aを搭載した。単車走行に対応するため1両分4個の主電動機を制御する方式となり、昇圧に備えて複電圧式とされた。
パンタグラフは5151・5152の2両とも2基搭載した。2基搭載としたのは600Vでの集電容量の関係によるもので、2両連結の場合は4基のパンタグラフが連続した。

## 運用
5151形の投入当時は、夜間を除いて普通の3連運行を実施していた。出庫前に車庫内で他形式と3両編成を組成することもあったほか、朝ラッシュ前に車庫最寄りの尼崎・新在家（増解結は高架化による車庫移転後は御影に変更）の両駅で運転中の2両編成に増結され、夕ラッシュ終了後は逆に尼崎駅・新在家の両駅で1両解放されて入庫した。5151形の新造と同年に西九条まで延伸された西大阪線にも2両編成で入線した。5151形同士で2両編成を組む場合は、いずれか1両の連結面のパンタグラフを降下して連結していた。
1967年11月の昇圧時には、当初の計画どおり単車昇圧で対応、同時に連結面側のパンタグラフが撤去された。昇圧後も5151形のほかに5001形（初代）・5101形・5201形・5311形の各形式が単車走行可能とされ、ラッシュ時等の増結運用に広く充当された。
昇圧後の5151形は、ジェットカー各形式の増備が一段落した1969年頃には朝ラッシュ時は4両編成、日中から夕方は3両編成、夜間は2両編成とする増解結運用が実施された。4連で出庫して朝ラッシュ運用に充当後、尼崎で1両解放、夕ラッシュ終了後は再び尼崎または御影で1両解放して2両編成で運行した。1977年に登場した5001形（2代）の増備後は、早朝深夜が2両、その他の時間帯が4両での運転に簡素化された。

## チョッパ制御車への改造
1977年からの5001形（2代）の投入以降の普通用車両の冷房化の進捗とともに、3連運用の消滅で単車走行対応の制御器が不要となった5151形は、1980年の冷房化改造と同時に省エネルギーを図った回生ブレーキ付き電機子チョッパ制御車への改造が実施され、2両固定編成となった。同様の改造は5311形でも行われた。
制御器を回生ブレーキつき電機子チョッパ制御の東芝製BS-470-Aに換装、同時に2両ユニット化、ブレーキ装置も回生ブレーキ対応のHSC-R電磁直通ブレーキに変更された。屋根周りを強化のうえユニットクーラーを6基搭載して冷房改造を実施、冷房効果を高めるために補助送風機としてラインデリアを併設するとともに貫通扉にドアチェック付の引戸を取り付けた。パンタグラフは下枠交差式のものに換装した。
この時の改造結果が良好であったことから、翌1981年には回生ブレーキ付き電機子チョッパ制御の5131形・5331形を新造した。5231形は冷房改造を実施せずに5131形・5331形の代替新造に伴って廃車となり、以降の5151形はジェットカー初期世代の車体で残る唯一の形式となった。
1987年の普通列車終日4両編成化以降は、5261形5269 - 5270と併結していた。しかし登場以来30年以上経過し、冷房改造と制御器換装からも15年近く経過した1990年代半ばになると老朽化から後継車への置き換えが計画されるようになった。

## 阪神・淡路大震災
1995年1月17日に発生した阪神・淡路大震災により、5151形は三宮駅3番線で被災、ホームに乗り上げて車体が大破した。同年2月1日に高速神戸 - 三宮間が復旧した際には被災当日のまま3番線に留め置かれていた状態であり、その破損ぶりは車体側面に大きな凹みがあっただけでなく、客用扉も外れかけたり側板を突き破りかけたりするなど凄惨なものであった。
その後、復旧区間が西灘まで延長された後に三宮 - 元町間で被災した2000系2201編成ともども地上に搬出され、そこからトレーラーによる陸送で大阪市西淀川区に設けられた被災車両の仮置場に搬入されたが、修繕不能として同年3月31日に廃車となった。震災により全廃となった唯一の車両形式となった。